# Fanta Keita (Handballspielerin)
Fanta Keita (* 17. Oktober 1995 in Paris, Frankreich) ist eine senegalesische Handballspielerin. Sie spielt beim rumänischen Erstligisten CSM Târgu Jiu.

## Karriere

### Verein
Fanta Keita spielte ab 2004 bei US Ivry HB. 2010 wechselte sie zu Issy Paris Hand, mit dem sie in der Saison 2013/14 am EHF Challenge Cup teilnahm. Ab 2014 spielte die 1,72 Meter große Rückraumspielerin bei Stella Sports Saint-Maur, ab 2017 bei CJF Fleury Loiret Handball und in der Saison 2019/20 bei Zweitligisten Aunis Handball La Rochelle-Perigny. Im Sommer 2020 wechselte Keita zum deutschen Bundesligisten TSV Bayer 04 Leverkusen. Keita kehrte im Sommer 2022 zum Zweitligisten CJF Fleury Loiret Handball zurück, den sie im November desselben Jahres wieder verließ, um sich dem rumänischen Erstligisten SCM Gloria Buzău anzuschließen. Im Sommer 2024 wechselte sie zum Ligakonkurrenten CSM Târgu Jiu.

### Nationalmannschaft
Fanta Keita gehört zum Kader der senegalesischen Frauennationalmannschaft. Bei der Weltmeisterschaft 2019 in Japan, bei der die Senegalesinnen den 18. Platz erreichten, nahm sie an allen sieben Spielen teil und erzielte dabei 20 Tore. Vier Jahre später nahm sie ein weiteres Mal an der Weltmeisterschaft teil und belegte erneut den 18. Platz. Sie erzielte im Turnierverlauf 10 Treffer.